# Ajaigarh

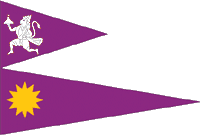
Furstendömets flagga

Det indiska furstendömet Ajaigarh eller Ajaygarh grundades av Jagat Raja 1731, och styrdes sedan av den rajputiska dynastin Bundela. Britterna höll Ajaigarh ockuperat mellan 1855 och 1859, men bibehöll i övrigt furstendömet som en vasallstat. Efter den indiska självständigheten 1947 har furstendömet integrerats i delstaten Madhya Pradesh. Arealen var 2 077 km².